# Frinton and Walton
Frinton and Walton is een civil parish in het bestuurlijke gebied Tendring, in het Engelse graafschap Essex. In 2001 telde het dorp 19039 inwoners.